# Ludwik Fryderyk I

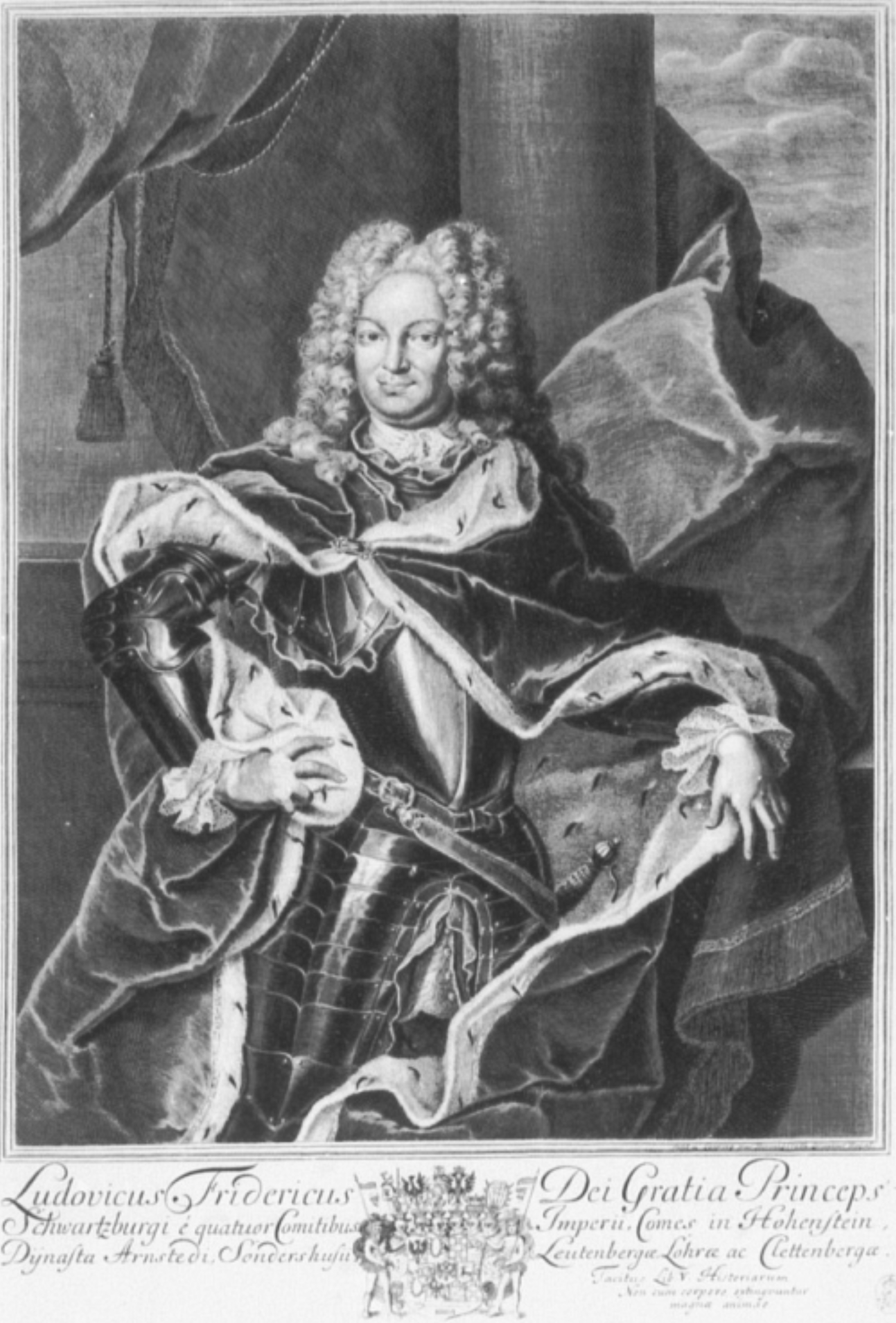

Ludwig Friedrich I (ur. 15 października 1667 w Rudolstadt, zm. 24 czerwca 1718 tamże) – książę Schwarzburg-Rudolstadt, hrabia Hohnstein, pan Rudolstadt, Blankenburga, Sondershausen etc. Jego władztwo było częścią Świętego Cesarstwa Rzymskiego Narodu Niemieckiego.
Był jedynym synem władcy Schwarzburg-Rudolstadt Alberta Antoniego i jego Emilii Juliany Barby-Mühlingen (młodsza córka tej pary zmarła w niemowlęctwie). Na tron wstąpił po śmierci ojca 15 grudnia 1710.
15 października 1691 w Gocie poślubił księżniczkę Saksonii-Gotha-Altenburg Annę Zofię. Para miała trzynaścioro dzieci:
- Fryderyka Antoniego (1692–1744), kolejnego księcia Schwarzburg-Rudolstadt
- księżniczkę Amalię Magdalenę (1693–1693)
- księżniczkę Zofię Ludwikę (1693–1776)
- księżniczkę Zofię Julianę (1694–1776), zakonnicę
- księcia Wilhelma Ludwika (1696–1757)
- księżniczkę Krystynę Dorotę (1697–1698)
- księcia Alberta Antoniego (1698–1720)
- księżniczkę Emilię Julianę (1699–1774)
- księżniczkę Annę Zofię (1700–1780), przyszłą księżną Saksonii-Coburg-Saalfeld
- księżniczkę Dorotę Zofię (1706–1737)
- księżniczkę Magdalenę Sybillę (1707–1795), zakonnicę
- Ludwika Guntera II (1708–1790), również przyszłego księcia Schwarzburg-Rudolstadt